# 로베르트 비에드론

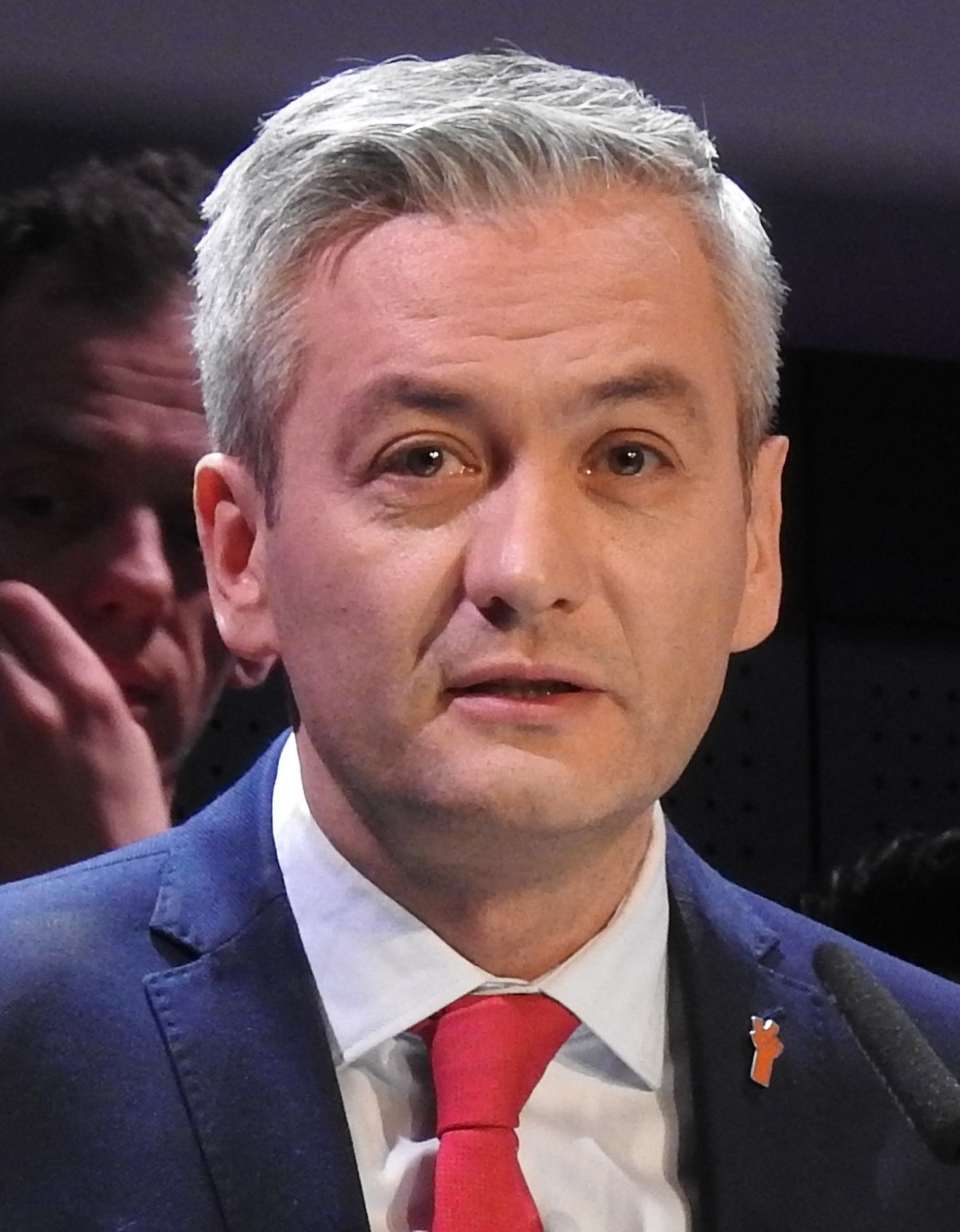
로베르트 비에드론

로베르트 비에드론(폴란드어: Robert Biedroń, 1976년 4월 13일 ~ )은 폴란드의 성소수자 인권운동가이자 정치인이다.
그는 과거 사회민주당과 후신 정당인 민주좌파연합 소속이었으며, 폴란드 하원 의원(그디니아 선거구, 2011년 11월 ~ 2014년 12월), 스웁스크 시장(2014년 12월 6일 ~ 2018년 11월 21일)을 역임했다. 2019년 2월에는 비오스나를 창당했다. 게이이기도 한 그는 호모포비아를 반대하는 단체를 지도하고 있다.

## 역대 선거 결과
| 선거명      | 직책명          | 대수 | 정당   | 1차 득표율 | 1차 득표수 | 2차 득표율 | 2차 득표수 | 결과 | 당락 |
| ----------- | --------------- | ---- | ------ | ---------- | ---------- | ---------- | ---------- | ---- | ---- |
| 2020년 선거 | 폴란드의 대통령 | 7대  | 좌파당 | 2.22%      | 432,129표  |            |            | 6위  | 낙선 |

## 수상 경력
레인보우 로렐 (2000)
'레인보우 맨'의 제목 (2004)

폴란드 의회 기자들을 대상으로 실시한 주간지 폴리티카의 근면성, 교양, 법사위원회 업무에 대한 공헌도를 기준으로 선정한 최고의 의원 10인 순위에서 선정 (2014)
라디오 톡 FM의 안나 라슈크 상 (2015).

여성 의회 다양성 상 (2016)

뉴스위크 선정 최고의 도시 시장 순위 8위 (2016)

프랑스 국가 공로 훈장 (2016)

뉴스위크 선정 최고의 도시 시장 순위 13 위 (2017)

동성애 혐오 반대 캠페인에서 수여하는 특별 평등 왕관 상 (2021)

앨런 튜링 LGBTIQ + 어워드 프레미오 스페셜 LGBTIQ + 사람들, 그들의 권리 및 가시성을 위해 싸우는 문화 비즈니스 프라이드 페스티벌에서 수여하는 상 (2022)

"유럽 전역의 다양성과 포용성 증진에 기여한 공로와 성과를 인정받아 다양성, 포용성 및 사회적 영향 부문에서 '의회 MEP 상' 수상(2023)